# Чемпіонат світу з хокею із шайбою 2020 (жінки)
Чемпіонат світу з хокею із шайбою 2020 (жінки) — скасований чемпіонат світу з хокею із шайбою, який мав відбутися в Канаді з 31 березня по 10 квітня 2020 року.
7 березня 2020 року турнір був скасований IIHF через пандемію COVID-19. Міста проведення скасованої першості Галіфакс та Труро приймуть турнір 2021 року.

## Попередній раунд

### Група А
| Поз | Команда    | М | В | ВО | ПО | П | ГЗ | ГП | Різ | О | Кваліфікація |
| --- | ---------- | - | - | -- | -- | - | -- | -- | --- | - | ------------ |
| 1   | США        | 0 | 0 | 0  | 0  | 0 | 0  | 0  | 0   | 0 | Чвертьфінали |
| 2   | Канада (H) | 0 | 0 | 0  | 0  | 0 | 0  | 0  | 0   | 0 | Чвертьфінали |
| 3   | Фінляндія  | 0 | 0 | 0  | 0  | 0 | 0  | 0  | 0   | 0 | Чвертьфінали |
| 4   | Росія      | 0 | 0 | 0  | 0  | 0 | 0  | 0  | 0   | 0 | Чвертьфінали |
| 5   | Швейцарія  | 0 | 0 | 0  | 0  | 0 | 0  | 0  | 0   | 0 | Чвертьфінали |

### Група В
| Поз | Команда   | М | В | ВО | ПО | П | ГЗ | ГП | Різ | О | Кваліфікація або пониження |
| --- | --------- | - | - | -- | -- | - | -- | -- | --- | - | -------------------------- |
| 1   | Японія    | 0 | 0 | 0  | 0  | 0 | 0  | 0  | 0   | 0 | Чвертьфінали               |
| 2   | Німеччина | 0 | 0 | 0  | 0  | 0 | 0  | 0  | 0   | 0 | Чвертьфінали               |
| 3   | Чехія     | 0 | 0 | 0  | 0  | 0 | 0  | 0  | 0   | 0 | Чвертьфінали               |
| 4   | Данія     | 0 | 0 | 0  | 0  | 0 | 0  | 0  | 0   | 0 | Вибування до Дивізіону І   |
| 5   | Угорщина  | 0 | 0 | 0  | 0  | 0 | 0  | 0  | 0   | 0 | Вибування до Дивізіону І   |